# The Auditors
The Auditors (en hangul, 감사합니다; romanización revisada, Kamsahamnida; literalmente, «Gracias»)  es una serie de televisión surcoreana dirigida por Kwon Young-il y Joo Sang-gyu, y protagonizada por Shin Ha-kyun, Lee Jung-ha, Jin Goo y Jo Ah-ram. Se emitió por el canal tvN desde el 6 de julio hasta el 11 de agosto de 2024, en horario de sábados y domingos a las 21:20 (hora local coreana).

## Sinopsis
The Auditors cuenta la historia de un talentoso líder de un equipo de auditoría y un joven empleado nuevo que trabajan juntos para sanear la empresa JU Construction, donde la malversación de fondos, la corrupción y los incidentes de toda clase son constantes.

## Reparto

### Principal
- Shin Ha-kyun como Shin Cha-il, jefe del equipo de auditoría en JU Construction. Es conocido por su pragmatismo, su agudo ingenio y su mente analítica. No se deja llevar por emociones, lazos de sangre o retrasos, y es despiadado con los malversadores.[3][4][5]
- Lee Jung-ha como Goo Han-soo, un nuevo empleado de la oficina de auditoría, que quiso entrar en el equipo como trampolín para ser destinado a la sucursal de Florida. Es conocido por su actitud más emocional, en contraste con Shin Cha-il.[6][7][8]
- Jin Goo como Hwang Dae-woong, el vicepresidente de JU Construction. Es el tercero de los tres hijos del fundador de la empresa. Alberga la ambición de superar a sus hermanos y convertirse en presidente, pero se ve arrinconado cuando el director ejecutivo Hwang Se-woong recluta a Shin Cha-il para el equipo de auditoría.[2][9][10]
- Jo Ah-ram como Yoon Seo-jin, miembro de la oficina de auditoría de JU Construction y nueva empleada de la generación Z. Es una individualista que aspira al éxito. Tuvo una relación con el vicepresidente Hwang Dae-woong cuando era más joven, pero actúan como extraños en la empresa.[2][11]

### Secundario

#### Miembros del equipo de auditoría
- Hong In como Yeom Gyeong-seok, subdirector del equipo, con excelentes habilidades de gestión y conocimiento basado en su larga experiencia.[12][13]
- Lee Ji-hyeon como Ok Ah-jeong, gerente, una mujer de larga carrera que es como la madre del equipo de auditoría, al que aporta su excelente red de contactos.[14][15]
- Oh Hee-joon como Moon Sang-ho, subdirector del equipo, una persona bondadosa que trata de crear una atmósfera amigable en la oficina.[16][17]

#### JU Construction
- Jung Moon-sung como Hwang Se-woong, director ejecutivo de JU Construction.[18]
- Lee Do-yeop como Hwang Geon-woong, expresidente de JU Construction, hermano mayor de Se-woong y Dae-woong.
- Kim Hong-pa como Seo Gil-pyo, director ejecutivo de JU Construction (episodios 1-2, 10-11).
- Hong Soo-hyun como Yoo Mi-kyung, jefa de la división de vivienda de la empresa (episodios 3-5).[19][20]
- Baek Hyun-jin como Yang Jae-seung, director general.[18]
- Lee Chae-kyung como Im Yu-seon, la esposa de Geon-woong.

#### Familia de Han-soo
- Park Soo-young como Gook-gu, padre de Han-soo y marido de Hye-young.[21]
- Woo Mi-hwa como Ahn Hye-young, madre de Han-soo y esposa de Gook-gu.

#### Familia de Seo-jin
- Kim Bibi como Lee Mi-jin, la madre de Seo-jin.

### Apariciones especiales
- Jung Hee-tae como Kang Il-kwon, jefe del equipo financiero (episodio 1).[22]
- Jung In-gi como el exjefe del equipo de auditoría de JU Construction (episodio 1).
- Jo Han-chul como Pyeon In-ho, director de la división de compras y subcontratación de JU Construction (episodios 5-6).[23]
- Lee Gyu-hoe como el padre de Shin Cha-il (episodios 1 y 12).
- Jeong Dong-hwan como Bang Ki-ho, accionista principal de JU Construction (episodios 2-3, 6, 8, 11-12).[18]
- Woo Ji-hyun como Lim Jeong-yoon, gerente de la división de compras y subcontratación de JU Construction (episodios 5-6).[24][25]
- Kim Soo-jin como Min Eun-sook, propietaria del restaurante del centro comercial de JU Construction (episodio 5).
- Lee Joong-ok como Park Jae-wan, gerente del departamento de Desarrollo de Tecnología de JU Construction (episodios 6-8).[26][27]
- Shin Jae-ha como Lee Ji-hoon, gerente del departamento de Desarrollo de Tecnología de JU Construction (episodios 6-8).[28]
- Kim Ji-hyun como Seo Hee-jin, jefa del equipo de auditoría externa Bal-eun (episodios 9-10).[29][30]
- Jang So-yeon como la esposa del subdirector Kim Man-soo (episodio 10).
- Jung Jin-young como Kim Si-hyeo, director de la Sede de Inspección del Servicio Público de la Junta de Auditoría e Inspección (episodio 12).
- Jeon Su-ji como la esposa del director Chae Jong-woo (episodio 12).

## Producción y promoción
The Auditors está escrita por Choi Min-ho y dirigida por Kwon Young-il y Joo Sang-gyu. El primero codirigió también Search: WWW (2019) y dirigió en solitario My Unfamiliar Family (2020), Doom at Your Service (2021) y Wedding Impossible (2024), todas para tvN. Acerca del tema de la serie, el protagonista Shin Ha-kyun señaló que el trabajo de los equipos de auditoría en las empresas se ve a menudo en las series surcoreanas pero no como elemento central, y por eso representa una novedad.
El 22 de mayo de 2024 la casa productora distribuyó imágenes de la lectura del guion.
El 7 de junio de 2024 el equipo de producción lanzó un primer avance de la serie, y otros dos el 21 y el 25; el 24 del mismo mes había publicado el cartel de grupo, y el 26 los carteles de personajes con los cuatro protagonistas. El mismo 26 apareció en la revista Allure Korea una sesión fotográfica dedicada a Shin Ha-kyun y Lee Jung-ha. El día 27 se publicaron nuevos carteles de los cuatro protagonistas.

## Audiencia
| Temporada | Temporada | Episodio número | Episodio número | Episodio número | Episodio número | Episodio número | Episodio número | Episodio número | Episodio número | Episodio número | Episodio número | Episodio número | Episodio número | Promedio |
| Temporada | Temporada | 1               | 2               | 3               | 4               | 5               | 6               | 7               | 8               | 9               | 10              | 11              | 12              | Promedio |
| --------- | --------- | --------------- | --------------- | --------------- | --------------- | --------------- | --------------- | --------------- | --------------- | --------------- | --------------- | --------------- | --------------- | -------- |
|           | 1         | 0.927           | 1.326           | 1.220           | 1.686           | 1.324           | 1.787           | 1.507           | 1.750           | 1.194           | 1.568           | 1.598           | 2.143           | 1.503    |

| Episodio | Fecha de emisión     | Índices de audiencia (Nielsen Korea) | Índices de audiencia (Nielsen Korea) |
| Episodio | Fecha de emisión     | Nacional                             | Seúl                                 |
| --- | -------------------- | ------------------------------------ | ------------------------------------ |
| 1 | 6 de julio de 2024   | 3,514 % (1.ª)                        | 3,371 % (1.ª)                        |
| 2 | 7 de julio de 2024   | 5,902 % (1.ª)                        | 6,523 % (1.ª)                        |
| 3 | 13 de julio de 2024  | 5,262 % (1.ª)                        | 5,688 % (1.ª)                        |
| 4 | 14 de julio de 2024  | 7,213 % (1.ª)                        | 7,277 % (1.ª)                        |
| 5 | 20 de julio de 2024  | 5,943 % (1.ª)                        | 6,418 % (1.ª)                        |
| 6 | 21 de julio de 2024  | 7,314 % (1.ª)                        | 7,492 % (1.ª)                        |
| 7 | 27 de julio de 2024  | 6,698 % (1.ª)                        | 6,298 % (1.ª)                        |
| 8 | 28 de julio de 2024  | 7,789 % (1.ª)                        | 8,168 % (1.ª)                        |
| 9 | 3 de agosto de 2024  | 5,463 % (1.ª)                        | 5,958 % (1.ª)                        |
| 10 | 4 de agosto de 2024  | 7,114 % (1.ª)                        | 7,236 % (1.ª)                        |
| 11 | 10 de agosto de 2024 | 7,307 % (1.ª)                        | 7,266 % (1.ª)                        |
| 12 | 11 de agosto de 2024 | 9,543 % (1.ª)                        | 10,126 % (1.ª)                       |
| Promedio | Promedio             | 6,589 %                              | 6,818 %                              |
| - En la tabla superior, los números azules representan las calificaciones más bajas y los números rojos representan las más altas. - Esta serie se transmite en un canal de cable/televisión de pago, que normalmente tiene una audiencia menor respecto a las emisoras de televisión públicas/gratuitas (KBS, SBS, MBC y EBS). |                      |                                      |                                      |